# Ministerio del Interior del Reich
El Ministerio del Interior del Reich (RMI, en alemán: Reichsministerium des Innern) fue el Ministerio del Interior del Reich alemán, durante la República de Weimar y la época nazi. El 1 de noviembre de 1934 se unió con el Ministerio del Interior de Prusia al Reich. Tenía la responsabilidad de todo el aparato policial. Fue el sucesor de la Oficina del Interior del Reich y el predecesor del Ministerio del Interior actual. Desde el 22 de abril de 1914, el Ministerio del Interior también tenía la responsabilidad de los deportes de élite como tarea nacional.
La Gaceta Oficial del Ministerio del Reich, que se emitió con el propósito de anuncios públicos, fue el Reichsministerialblatt (RMBl) de 1923 a 1945. Siguió en esta función desde 1873 hasta 1922, en su mayoría aún publicado por la autoridad predecesora Zentralzeitschrift für das Deutsche Reich (ZBl).

## Ministros
|    | Nombre                      | Periodo                                           | Partido | Partido       |
| -- | --------------------------- | ------------------------------------------------- | ------- | ------------- |
| 1  | Hugo Preuß                  | 13 de febrero - 20 de junio de 1919               |         | DDP           |
| 2  | Eduard David                | 21 de junio - 3 de octubre de 1919                |         | SPD           |
| 3  | Erich Koch-Weser            | 3 de octubre de 1919 - 4 de mayo de 1921          |         | DDP           |
| 4  | Georg Gradnauer             | 10 de mayo - 22 de octubre de 1922                |         | SPD           |
| 5  | Adolf Köster                | 26 de octubre de 1921 - 14 de noviembre de 1922   |         | SPD           |
| 6  | Rudolf Oeser                | 22 de noviembre de 1922 - 12 de agosto de 1923    |         | DDP           |
| 7  | Wilhelm Sollmann            | 13 de agosto - 3 de noviembre de 1923             |         | SPD           |
| 8  | Karl Jarres                 | 11 de noviembre de 1923 - 15 de diciembre de 1924 |         | DVP           |
| 9  | Martin Schiele              | 15 de enero - octubre de 1925                     |         | DNVP          |
| 10 | Otto Gessler (en funciones) | 23 de octubre - 5 de diciembre de 1925            |         | DDP           |
| 11 | Wilhelm Külz                | 20 de enero - 27 de diciembre de 1926             |         | DDP           |
| 12 | Walter von Keudell          | 29 de diciembre de 1927 - 12 de junio de 1928     |         | DNVP          |
| 13 | Carl Severing               | 28 de junio de 1928 - 27 de marzo de 1930         |         | SPD           |
| 14 | Joseph Wirth                | 30 de marzo de 1930 - 7 de octubre de 1931        |         | Centro        |
| 15 | Wilhelm Groener             | 9 de octubre de 1931 - 30 de mayo de 1932         |         | Independiente |
| 16 | Wilhelm von Gayl            | 1 de julio - 17 de noviembre de 1932              |         | DNVP          |
| 17 | Franz Bracht                | 3 de diciembre de 1932 - 28 de enero de 1933      |         | Independiente |
| 18 | Wilhelm Frick               | 30 de enero de 1933 - 20 de agosto de 1943        |         | NSDAP         |
| 19 | Heinrich Himmler            | 24 de agosto de 1943 - 29 de abril de 1945        |         | NSDAP         |
| 20 | Paul Giesler                | 30 de abril de 1945 - 2 de mayo de 1945           |         | NSDAP         |
| 21 | Wilhelm Stuckart            | 3 de mayo - 23 de mayo de 1945                    |         | NSDAP         |

## Secretarios de Estado
- Theodor Lewald (1919-1921)
- Heinrich Schulz (1919-1927, solo jefe del departamento escolar)
- Johann Michael Freiherr von Welser (1921-1923)
- Philipp Brugger (1921-1932)
- Erich Zweigert (1923-1933)
- Hans Pfundtner (1933-1943)
- Wilhelm Stuckart (1935-1945)
- Heinrich Himmler (Jefe de la Gestapo, 1936-1943)

## Dependencias

### Imperio alemán
- Oficina del Reich para la Inmigración Alemana, la Migración de Retorno y la Emigración

### Tercer Reich
- Oficina Central de Seguridad del Reich (RSHA) - inteligencia, espionaje y contraespionaje
  - Geheime Staatspolizei (Gestapo)
  - Sicherheitsdienst (SD)
  - Sicherheitspolizei (SiPo)
  - Kriminalpolizei (KriPo)
- Ordnungspolizei (OrPo) - policía regular, orden público y control de tráfico
  - Luftschutzpolizei
  - Feuerschutzpolizei
  - Granatowa Policja
- Feldgendarmerie - gendarmería
- Reichsarbeitsdienst (RAD)